# Hải Dương
La ville de Hải Dương est la capitale de la province de Hải Dương, au Vietnam. Son nom dérive du terme sino-vietnamien 海陽, qui signifie "océan". Elle occupe 
une superficie de 71 km2 et a 170 420 habitants(au 1er avril 2009) et 213 639 habitants(en 2012).

## Géographie
Hai Duong est traversée par un bras du fleuve Cái, d'un côté il y a l'aire urbaine et de l'autre les banlieues industrielles et rurales. Hải Dương est située à 58 km de la capitale  Hanoi, est à 45 km de Hai Phong et à 80 km de la baie d'Halong.

## Administration
Avec une superficie totale de 1 648 km2, la province de Hai Duong comprend deux villes (Hải Dương) et Chí Linh ainsi que dix districts (Bình Giang, Cẩm Giàng, Gia Lộc, Kim Thành, Kinh Môn, Nam Sách, Ninh Giang, Thanh Hà, Thanh Miện et Tứ Kỳ).

## Transports
La route nationale 5 (Hanoi - Hải Dương - Hai Phong), la route nationale 18 (Bắc Ninh - Hải Dương - Quảng Ninh) et l'autoroute Hanoï–Hải Phòng traversent la province.
Hải Dương est desservie par le chemin de fer Hanoï-Haïphong.

## Divisions administratives

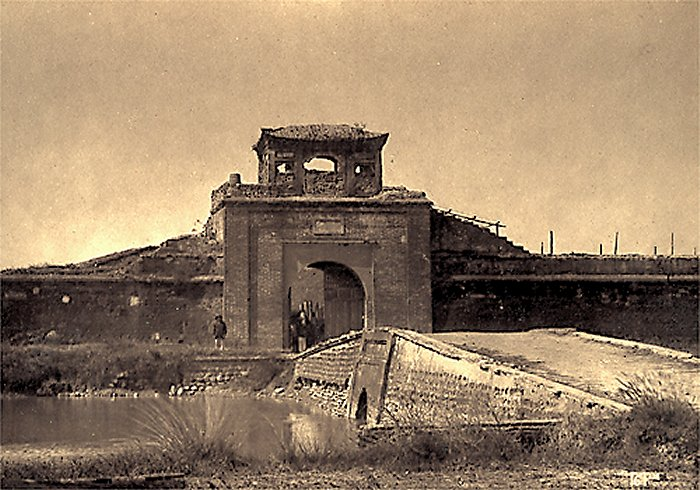
Porte de la citadelle de Hai Duong 1885
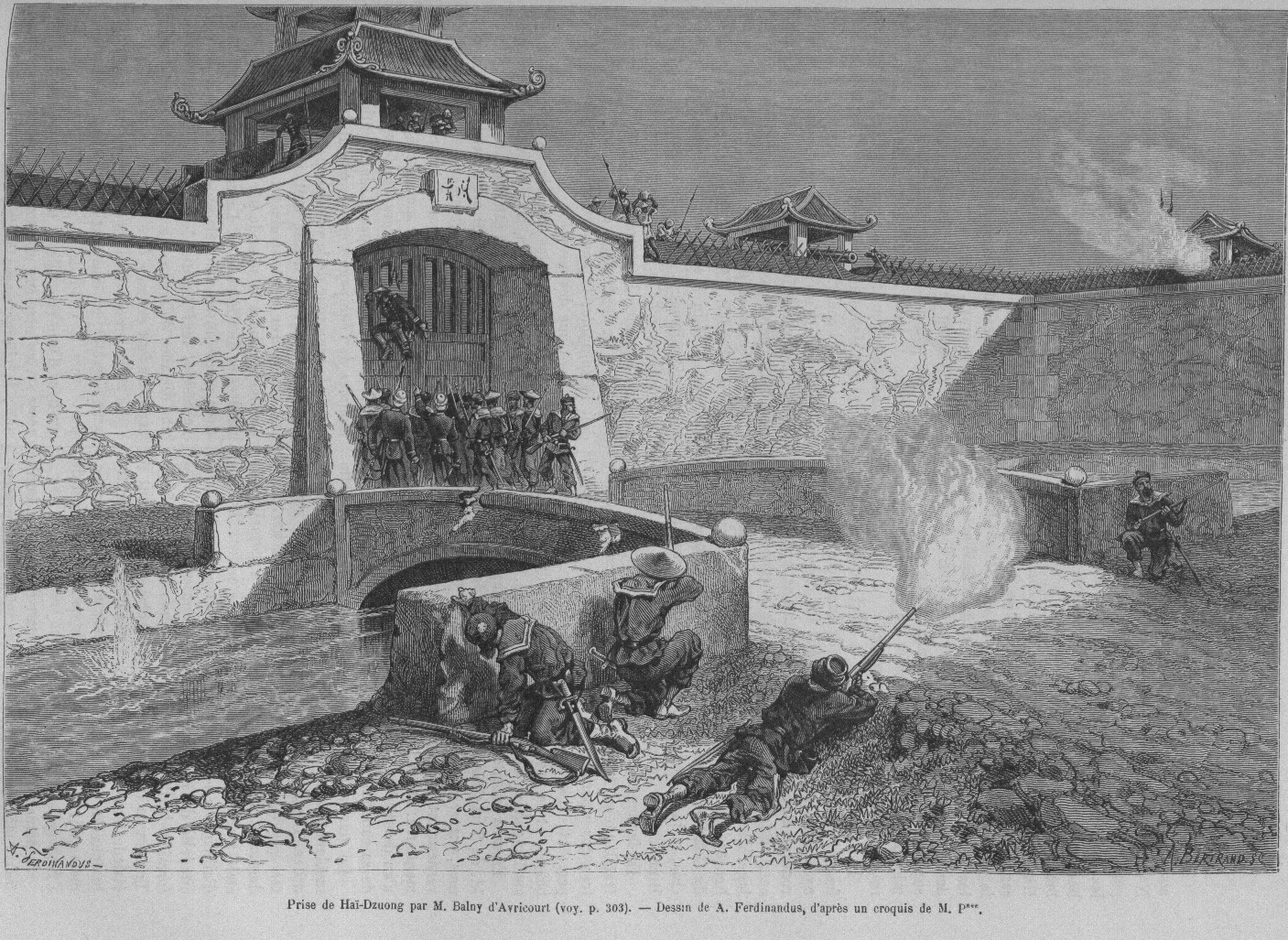
Les troupes françaises capturent la citadelle d'Hai Duong en 1873
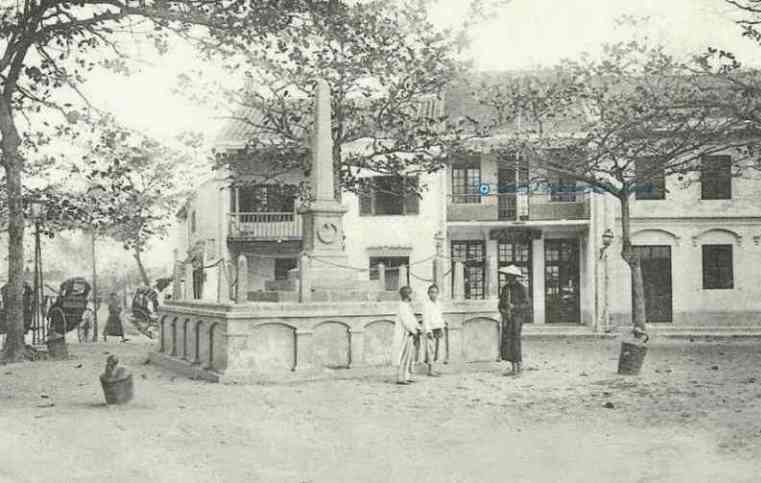
La ville de Hải Dương, Vers1900
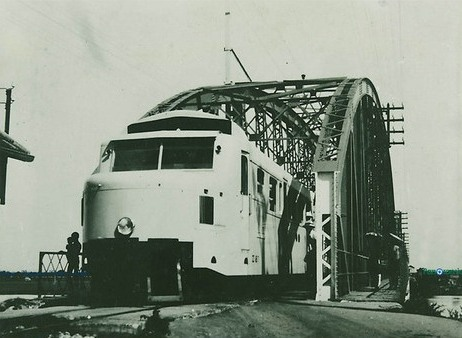
Pont Phú Lương 1921 - 1935
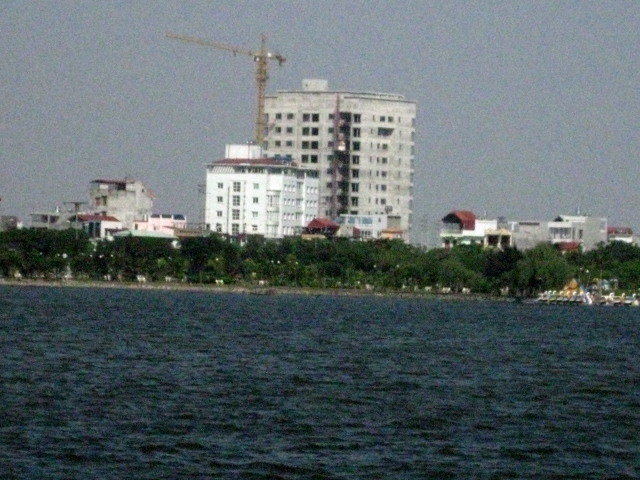
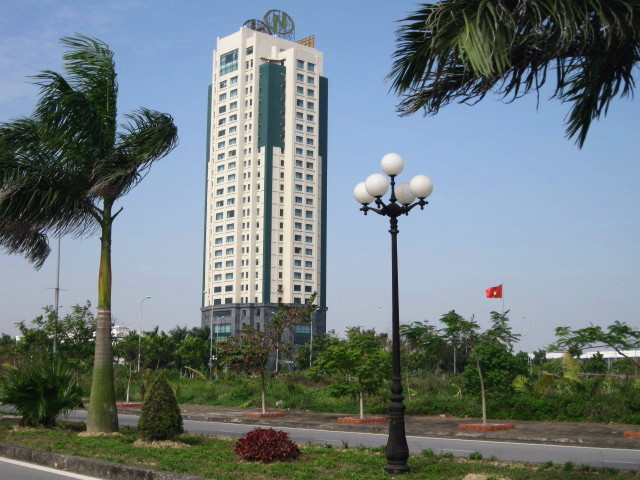
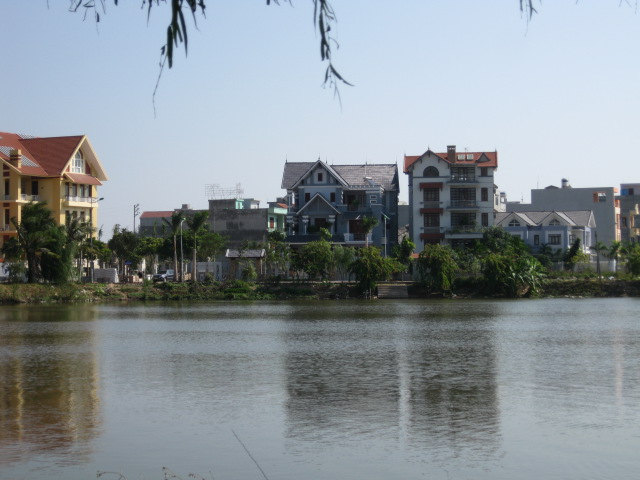

La ville de Hải Dương comprend quinze districts et six communes rurales.

### Districts
- Bình Hàn
- Cẩm Thượng
- Hải Tân
- Lê Thanh Nghị
- Nhị Châu
- Ngọc Châu
- Nguyễn Trãi
- Phạm Ngũ Lão
- Quang Trung
- Tân Bình
- Thanh Bình
- Trần Hưng Đạo
- Trần Phú
- Tứ Minh
- Việt Hòa

### Communes
- Ái Quốc
- An Châu
- Nam Đồng
- Tân Hưng
- Thạch Khôi
- Thượng Đạt

## Jumelages
| Ville | Ville     | Pays | Pays   |
| ----- | --------- | ---- | ------ |
|       | Montreuil |      | France |